# Mikołaj Radomski
Mikołaj Radomski (auch Nikolaus Radomski, Mikołaj z Radomia und Nikolaus von Radom; * um 1400 in Radom; † nach 1450) war ein polnischer Komponist.
Über Radomskis Leben ist lediglich bekannt, dass er am Hof von Krakau als Instrumentalist wirkte.
Neben einem Magnificat und einer Motette sind von ihm neun dreistimmige Sätze, drei Et in terra und drei Patrem überliefert, die unter dem Einfluss des italienischen Trecento stehen.